# Гриотто, Медардо
Медардо Гриотто (итал. Medardo Griotto; 16 февраля 1901, Турин — 28 июля 1943, Берлин) — итальянский участник Сопротивления.

## Биография
Родился в итальянской семье. Был по профессии гравёром. С 1940 (возможно, и до начала Второй мировой войны) являлся агентом Генри Робинсона. После того как он обосновался во Франции, Леопольд Треппер обратился к нему с просьбой заняться изготовлением фальшивых документов. В доме у Гриотто произошло знакомство Треппера и Робинсона. Оба руководителя сетей воспользовались умением Гриотто изготавливать фальшивые паспорта и печати, впоследствии он стал у Робинсона радистом, одним из главных помощников.
Жена Медардо — Анна Гриотто — также работала на Робинсона. Она выполняла обязанности курьера в группе Робинсона во Франции и помогала мужу в нелегальной работе.
Арестован в декабре 1942, в марте 1943 имперским военным судом вынесен смертный приговор. Казнён 28 июля 1943 года в берлинской тюрьме Плётцензее на гильотине.